# Comics richtig lesen
Comics richtig lesen – Die unsichtbare Kunst (im Original Understanding Comics, wörtlich: Comics verstehen) ist ein 1993 erschienener Sachcomic, geschrieben und gezeichnet von Scott McCloud. Die deutsche Übersetzung erschien 1994, eine Neuauflage 2001. McCloud untersucht darin die Definitionen von Comics, ihre historische Entwicklung, die grundlegenden Aufbauelemente und Erzählstrategien, sowie die verschiedenen Wege wie diese Elemente verwendet wurden. Der Comic wird von McCloud als sequentielle Kunst und Kommunikationsmedium betrachtet.

## Inhalt
McCloud führt als stilisierte Comicfigur durch sein eigenes Buch. Dabei beginnt er von der historischen Entwicklung dieses Mediums zu erzählen und so zunächst einmal eine allgemeingültige Definition aufzuzeigen, was einen Comic ausmacht. Danach gibt er Einblicke in die formalen Aspekten und die besondere Sprache in Comics. Das Buch nutzt dabei selbst diese Mechanismen, um so die Theorien auf einfache und anschauliche Weise dem Leser näher zu bringen.

## Kritiken und Rezeption
- Comics richtig lesen erhielt Lob von anerkannten Comic-Autoren wie Art Spiegelman, Will Eisner und Garry Trudeau.[2]

- In der Fachwelt regten viele von McClouds Schlussfolgerungen zu fruchtbaren Diskussionen an. Seine Erörterungen über „ikonische“ Kunst und das Konzept der Induktion im Raum zwischen den Panels wurden zu anerkannten Thesen.[3]

- Andreas C. Knigge bezeichnet das Buch als eine der wichtigsten Publikationen der 1990er Jahre, die die bis dahin komplexeste Analyse und Theorie des Mediums liefere.[4]

- Der Band wurde 2000 ergänzt durch Reinventing Comics (dt. 2001 Comics neu erfinden), 2006 folgte Making Comics (dt. 2007 Comics machen).[5]

- McCloud hält als Dozent Vorträge zu den Thesen, die er in seinen Büchern aufstellt.[6]

## Ausgaben
- Understanding comics. The invisible art. Kitchen Sink Press, Northampton 1993, ISBN 0-878-16244-5.
- Scott McCloud: Comics richtig lesen. Carlsen, Hamburg 1994, ISBN 3-551-72113-0. (online)